# 집단행동의 논리
《집단 행동의 논리: 공공재와 집단 이론》은 1965년에 출판된 맨슈어 올슨의 책이다. 공공선택의 정치학 및 경제학 이론 을 발전시킨다. 그 중심 논거는 집단이 커질수록 더 강해지는 무임승차 문제로 인해 집중된 소수의 이익이 과도하게 대표되고 분산된 다수의 이익이 압도된다는 것이다.

## 개요
이 책은 올슨 시대에 받아들여진 다음과 같은 생각에 도전했다.
1. 그룹의 모든 사람(크기에 관계없이)이 공통 관심사를 가지고 있다면, 그들은 그것을 달성하기 위해 집단적으로 행동할 것이다.
2. 민주주의에서 가장 큰 문제는 다수가 소수를 압제하고 착취하는 것이다.

집단 행위를 시도하는 모든 그룹의 개인이 그 그룹이 공공재를 제공하기 위해 노력하고 있다면 다른 사람들의 노력을 무임 승차할 인센티브를 가질 것이라고 주장한다. 개인은 활성 참가자에게만 혜택을 제공하는 그룹에서 "무임 승차"하지 않는다.
순수한 공공재는 비배재적(즉, 한 사람이 다른 사람이 그 재화를 소비하는 것을 합리적으로 막을 수 없음) 비경합성(한 사람의 재화 소비가 다른 사람의 소비에 영향을 미치지 않으며 그 반대의 경우도 마찬가지)인 재화이다. 따라서 참여를 유도하기 위한 선택적 인센티브가 없다면 공통의 이해관계를 가진 많은 사람들이 존재하더라도 집단행동은 일어나지 않을 것이다.
이 책은 대규모 집단이 집단 행동을 위해 조직하려고 할 때 상대적으로 높은 비용에 직면하게 되는 반면, 소규모 집단은 상대적으로 낮은 비용에 직면하게 되며, 대규모 집단의 개인은 성공적인 집단 행동의 1인당 이익을 덜 얻게 될 것이라고 언급했다. 선택적 인센티브가 없는 경우 그룹 크기가 커질수록 그룹 행동에 대한 인센티브가 줄어들므로 큰 그룹은 작은 그룹보다 공동의 이익을 위해 행동할 수 없다.

## 같이 보기
- 방관자 효과
- 헌법 경제학
- 공유지의 비극

## 참고 문헌
- Olson, Mancur (1971) [1965]. 《The Logic of Collective Action: Public Goods and the Theory of Groups》 Revis판. Harvard University Press. ISBN 0-674-53751-3. Description, Table of Contents, and preview.